# Gornja Višnjica (Zenica, BiH)
Gornja Višnjica je naseljeno mjesto u gradu Zenici, Federacija Bosne i Hercegovine, BiH.
Nalazi se južno od ušća Lašve u Bosne i željezničke pruge Zenica - Sarajevo.

## Stanovništvo

### 1991.
Nacionalni sastav stanovništva 1991. godine, bio je sljedeći:
ukupno: 233
- Muslimani - 230 (98,71%)
- Jugoslaveni - 2 (0,86%)
- ostali, neopredijeljeni i nepoznato - 1 (0,43%)

### 2013.
Nacionalni sastav stanovništva 2013. godine, bio je sljedeći:
ukupno: 217
- Bošnjaci - 209 (96,31%)
- ostali, neopredijeljeni i nepoznato - 8 (3,69%)